# Ильенко, Глеб Андреевич
Гле́б Андреевич Илье́нко (27 сентября 1938, Ленинград, СССР — 23 марта 2007, Чебоксары, Российская Федерация) — советский и российский организатор производства, кандидат экономических наук (1982). Лауреат премии Совета Министров СССР (1991).

## Биография
Глеб Андреевич Ильенко родился в Ленинграде. Во время Великой Отечественной войны находились в блокадном городе. В июне 1942 года Ильенко были эвакуированы в Балаково (Саратовская область), затем в Чапаевск (Самарская область), а в 1948 году переехали в Чебоксары, где Глеб Ильенко окончил школу № 7, а затем поступил в Казанский химико-технологический институт, где получил специальность «Механическое оборудование химических производств». Ильенко Г. А. окончил Казанский химико-технологический институт (1960).
Отец Глеба — Андрей Иванович Ильенко — участник Гражданской войны в России, хозяйственный работник. 
С 1960 года Глеб Ильенко работал на Чебоксарском заводе им. В. И. Чапаева инженером-конструктором, механиком цеха, заместителем главного механика, главным механиком. С 1966 по 1969 — директор Чебоксарского завода «Химтекстильмаш». С 1969 по 1970 — первый заместитель председателя исполкома Чебоксарского городского совета депутатов трудящихся. С 1970 по 13 февраля 2006 — директор Чебоксарского приборостроительного завода.

## Награды
- Заслуженный работник промышленности Чувашской АССР (1980)
- орден Ленина
- орден Трудового Красного Знамени
- орден «Знак Почёта»
- орден «За заслуги перед Отечеством» 4-й степени
- медали
- Лауреат премии Совета Министров СССР (1991)
- лауреат премии Правительства Российской Федерации в области науки и техники (1998).
- Почётный гражданин города Чебоксары (2001)

## Память
- Именем Ильенко названа улица в Чебоксарах;
- В Чебоксарах установлены два памятника;
- Именем Ильенко в 2007 году названо предприятие — АО «НПК «Элара» имени Г. А. Ильенко».